# Yeliz Simsek
Yeliz Simsek (* 8. November 1990 in Köln) ist eine deutsche Schauspielerin.

## Leben
Yeliz Simsek wurde 1990 in Köln geboren. Nach ihrem Abitur begann sie ein Studium, das sie nach kurzer Zeit abbrach, um eine Ausbildung zur Schauspielerin zu beginnen. Diese beendete Simsek im Jahr 2013 mit dem Abschluss „Bühnenreife“. Simsek spielte in einigen Kurzfilmen sowie Fernsehshows (u. a. Die Bülent Ceylan Show) mit, bis sie 2015 ihr Kinodebüt in dem Film Macho Man an der Seite von Christian Ulmen hatte.
Seitdem spielte Simsek in diversen Fernsehreihen und Fernsehshows mit. So spielte sie 2016 an der Seite von Hilmi Sözer eine der Hauptrollen in dem Film Der Hodscha und die Piepenkötter sowie eine Nebenrolle in der RTL-Serie Der Lehrer. Im DaF-Unterrichtsfilm Nicos Weg, der 2016/2017 von der Deutschen Welle produziert wurde, spielte sie die Rolle der Selma. Neben Werbeauftritten u. a. für L’Oréal ist sie auch immer wieder in kleineren Rollen im Kino zu sehen, wie 2018 im Film Wintermärchen von Jan Bonny. Ab 2019 war Simsek wiederkehrend in der Faisal Kawusi Show sowie 2022 in der ZDF-Filmreihe Kreuzfahrt ins Glück von Laura Thies zu sehen, in der sie eine der Hauptrollen spielte.
Im April/Mai 2023 war Simsek erstmals in der ARD-Telenovela Sturm der Liebe in einer Gastrolle zu sehen. Seit Juli 2023 (Folge 4068) spielt sie in der Serie als Fitnesstrainerin Lale Ceylan eine der Hauptrollen.
Yeliz Simsek wohnt in München. Neben ihren Muttersprachen Deutsch und Türkisch spricht sie auch fließend Englisch.

## Filmografie
- 2012: Glückskekse (Kurzfilm)
- 2012: Pour l’amour du Jeu (Kurzfilm)
- 2013: Der letzte Mentsch
- 2013: Verbotene Ehre (Kurzfilm)
- 2013: Die Bülent Ceylan Show (Comedy-Sendung)
- 2014: Aktenzeichen XY … ungelöst (Fernsehreihe, 1 Folge)
- 2015: Macho Man
- 2015: Ein Atem
- 2015: Der Lehrer (Fernsehserie, 1 Folge)
- 2016: Über Barbarossaplatz
- 2016: Der Hodscha und die Piepenkötter
- 2016: SOKO Köln (Fernsehserie, 1 Folge)
- 2016: Nicos Weg (Bildungsserie, Deutsche Welle)
- 2017: Tatort: Sturm
- 2018: Das Institut – Oase des Scheiterns (Fernsehserie)
- 2018: Ein Herz und eine Niere
- 2018: Wintermärchen
- 2019: Eine Klasse für sich
- 2019: Lindenstraße (Fernsehserie, 4 Folgen)
- 2019: Nur die Spitzen
- 2019: Econovela (Webserie)
- 2019–2020: Faisal Kawusi Show
- 2020: Tatort: Niemals ohne mich
- 2020: Notes of Berlin
- 2021: Familie ist ein Fest – Taufalarm
- 2022: Wilsberg: Gene lügen nicht
- 2022: Kreuzfahrt ins Glück: Hochzeitsreise nach Kreta (Fernsehreihe)
- Seit 2023: Sturm der Liebe (Fernsehserie)

### Sonstiges
- 2012: Improvisationstheater